# Plutarco Elías Calles
Plutarco Elías Calles (25 de setembro de 1877 — 19 de outubro de 1945) foi um general da Revolução Mexicana e um político de Sonora, servindo como presidente do México de 1924 a 1928. 
A campanha presidencial de Calles em 1924 foi a primeira campanha presidencial populista na história do México, pois ele pediu a redistribuição de terras e prometeu justiça igualitária, educação ampliada, mais direitos trabalhistas e governança democrática. Após a fase populista de Calles (1924–1926), ele se comprometeu a separar a igreja do estado (1926–1928), aprovando várias leis anticlericais que resultaram na Guerra Cristera. 
Calles é mais conhecido por ter fundado o Partido Revolucionário Institucional em 1929, que garantiu a estabilidade política após o assassinato do presidente eleito Álvaro Obregón em 1928. Incluindo suas duas encarnações subsequentes, o partido manteve o poder continuamente de 1929 a 1997, e não foi derrotado em uma eleição presidencial até 2000. Após o fim de seu mandato, Calles continuou a influenciar a política nacional no período conhecido como Maximato até a eleição de Lázaro Cárdenas em 1934. Seus restos mortais estão enterrados no Monumento à Revolução na Cidade do México.

## Início da vida e carreira

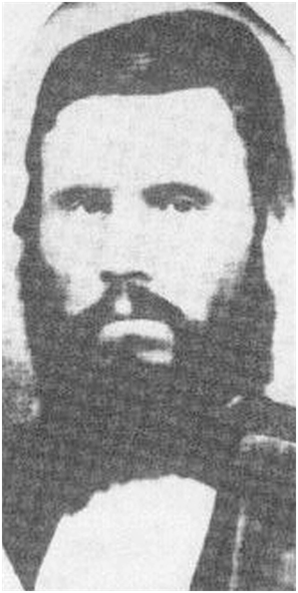
Seu avô paterno, o coronel José João Elias

Francisco Plutarco Elías Campuzano era um dos dois filhos naturais de seu pai burocrata, Plutarco Elias Lucero, e de sua mãe, Maria Jesus Campuzano Noriega. Ele adotou o sobrenome Calles do marido da irmã de sua mãe, Juan Bautista Calles, pois ele e sua esposa, Maria Josefa Campuzano, criaram Plutarco após a morte de sua mãe. Seu tio veio de uma família de professores, mas ele próprio era um pequeno comerciante de mantimentos e bebidas alcoólicas. O tio de Plutarco era ateu e incutiu em seu sobrinho um forte compromisso com a educação secular e uma atitude de desdém em relação à Igreja Católica, que estava separada do estado nessa época. Posteriormente, isso se refletiu em sua agenda social, que incluía a expansão da educação pública e a remoção da influência da igreja na educação, na política e nos sindicatos.
O pai de Plutarco Elías Calles, Plutarco Elías Lucero, perdeu o próprio pai, José Juan Elías Pérez, em 1865 devido aos ferimentos sofridos durante a resistência à intervenção francesa, deixando sua viúva com oito filhos, dos quais Plutarco era o mais velho. A fortuna da família declinou vertiginosamente; perdeu ou vendeu grande parte de suas terras, algumas delas para a Cananea Copper Company, cujas práticas trabalhistas resultaram em uma grande greve na virada do século XX.
Suas dificuldades na educação, assim como sua condição social de filho natural ou "ilegítimo", órfão e problemas financeiros e familiares, influenciaram sua trajetória e o tornaram trabalhador e determinado a superar desafios como o mais velho para cuidar de sua família.
Quando jovem, Calles trabalhou em muitos empregos diferentes, de bartender a professor, e sempre teve afinidade com oportunidades políticas.

## Vida pessoal

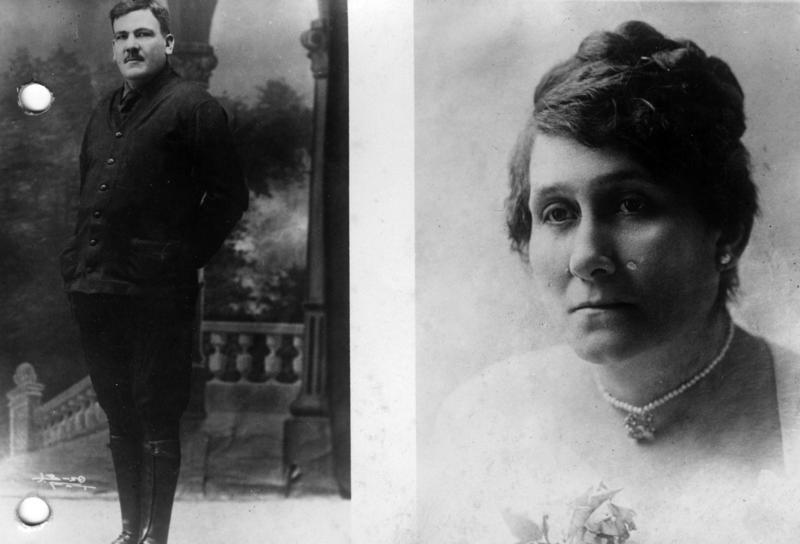
Plutarco Elías Calles e Natalia Chacón

Calles se casou com Natalia Chacon (1879–1927) e o casamento gerou doze filhos. Rodolfo Elías Calles (1900–1965), governador de Sonora entre 1931–34; Plutarco Elías Calles Chacón("Aco"), (1901–1976), governador de Nuevo León em 1929; Berndardina (falecida na infância); Natalia (1904–1998); Hortensia ("Tencha") (1905–1996); Ernestina ("Tinina") (1906–1984); Elodia (1908), falecida na infância; María Josefina (1910), falecida na infância; Alicia (1911–1988); Alfredo (1913–1988); Artemisa (1915–1998) e Gustavo (1918–1990). Após a morte de sua primeira esposa em 1927, ele se casou com uma jovem de Iucatã, Leonor Llorente, que morreu de um tumor cerebral em 1932 aos 29 anos.

## Legado

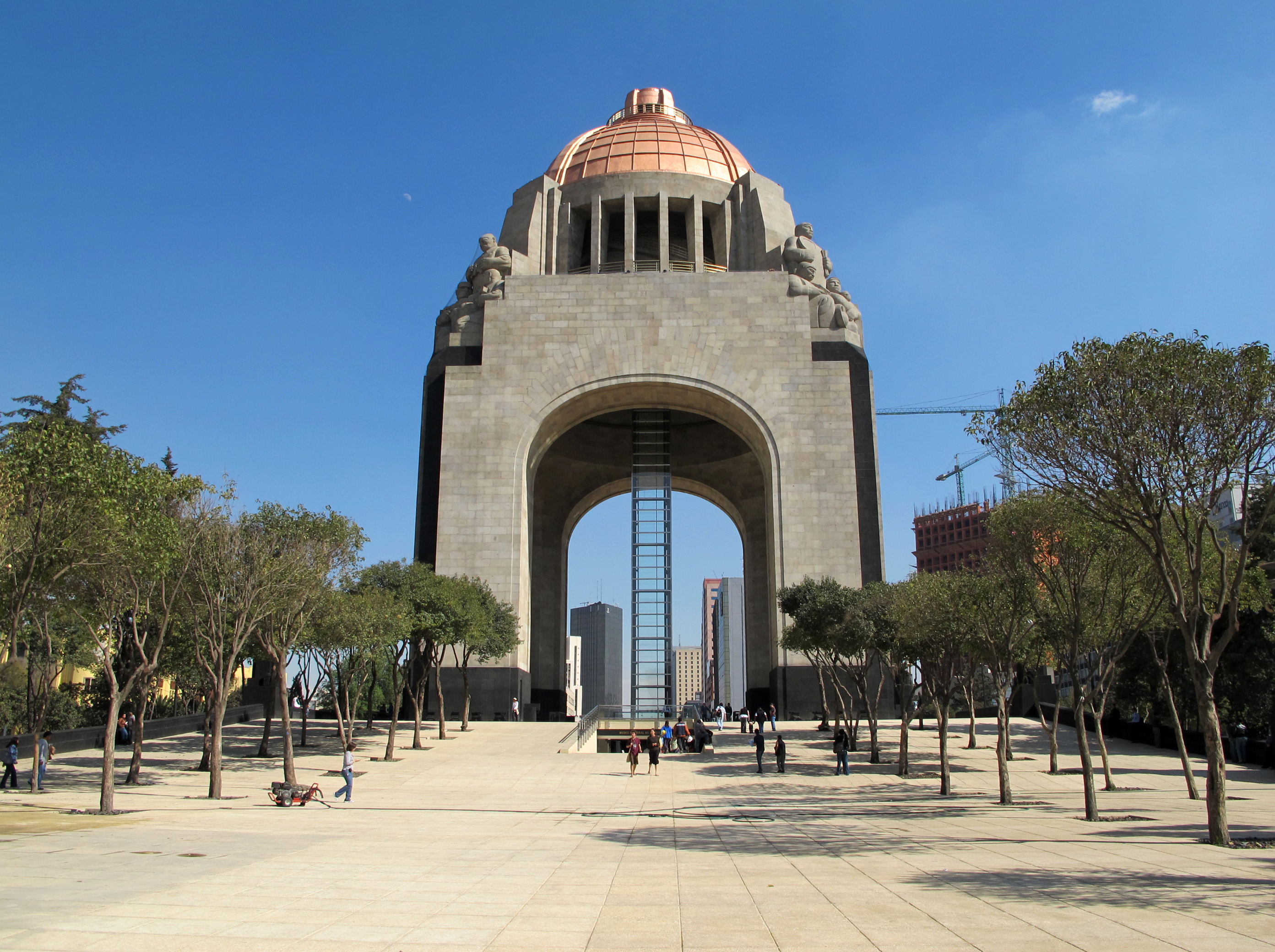
O Monumento à Revolução na Cidade do México, onde estão enterrados os restos mortais de Madero, Carranza, Villa, Cárdenas e Calles

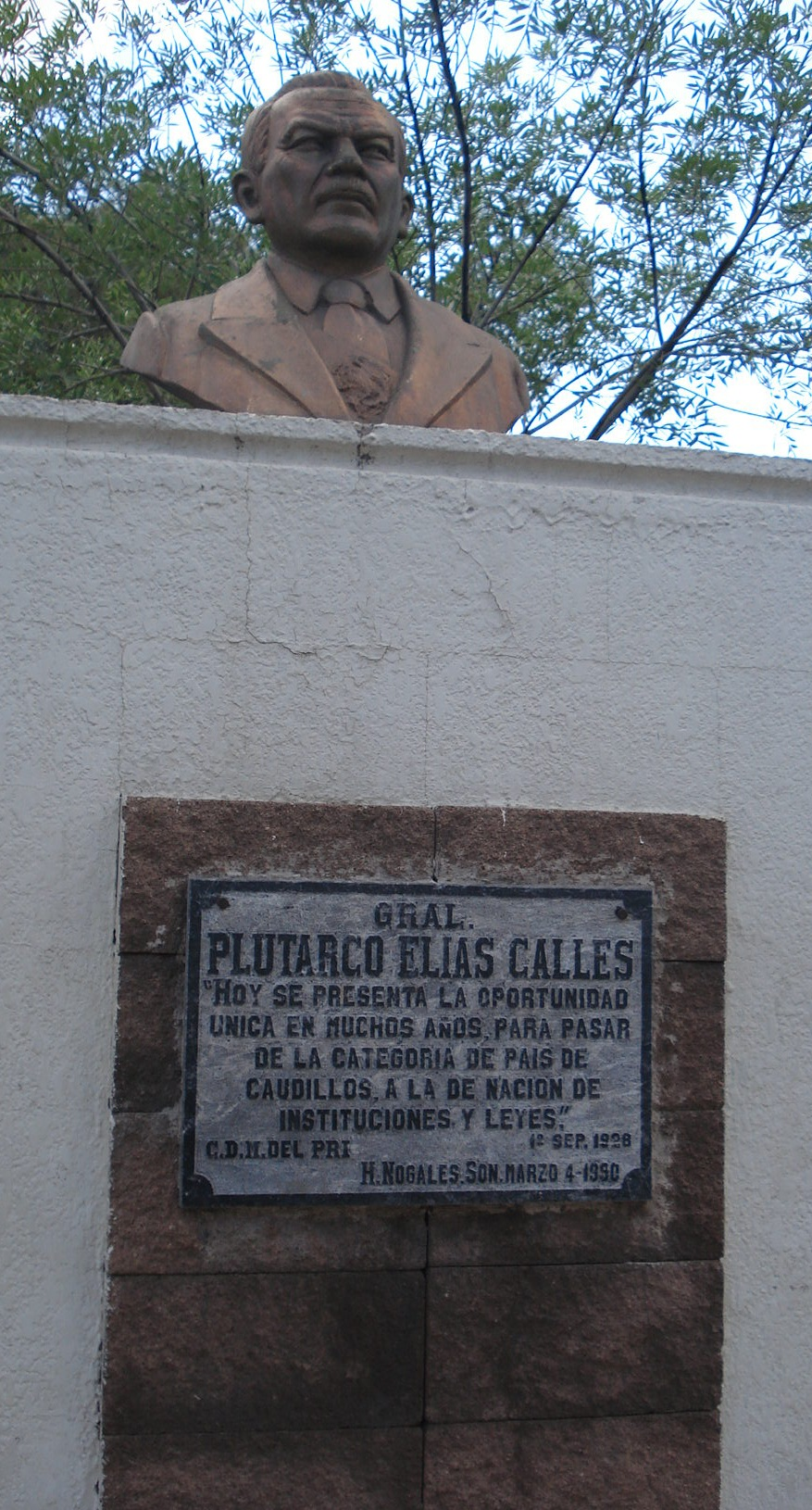
Monumento de Calles inaugurado em 1990, comemorando seu discurso de setembro de 1928 declarando o fim da era dos caudilhos

O principal legado de Calles foi a pacificação do México, encerrando a era violenta da Revolução Mexicana por meio da criação do Partido Nacional Revolucionário (PNR) — conhecido hoje como Partido Revolucionário Institucional (PRI) — que governou o México até 2000 e voltou ao poder por um mandato nas eleições de 2012.
O legado de Calles permanece controverso até hoje, mas dentro do PRI ele passou por uma reavaliação. Seus restos mortais foram transferidos de seu local de descanso original para serem enterrados no Monumento à Revolução, juntando-se a outras figuras importantes, Madero, junto com Carranza, Villa e Cárdenas que em vida foram seus adversários políticos. Por muitos anos, a presidência de Cárdenas foi anunciada como o renascimento dos ideais da Revolução, mas cada vez mais se reconhece a importância de Calles como fundador do partido que trouxe estabilidade política ao México. Quando o filho de Lázaro Cárdenas rompeu com o PRI em 1988, a liderança do partido começou a reconhecer as contribuições e a liderança de Calles como fundador do partido. Em 1990, foi erguido um monumento a Calles que comemorava seu discurso de setembro de 1928 declarando o fim da era dos caudilhos. Seu discurso foi feito após o assassinato de Obregón e como a solução política para a violência nas sucessões presidenciais estava sendo resolvida pelo partido que ele criou.
Ele é homenageado com estátuas em Sonoyta, Hermosillo e sua cidade natal, Guaymas. O nome oficial do município de Sonoyta é chamado Município de Plutarco Elías Calles em sua homenagem.
Por suas ações que o retratam como anticlerical, Calles foi denunciado pelo Papa Pio XI (r. 1922–1939) na encíclica Iniquis afflictisque (Sobre a perseguição da Igreja no México) como sendo "injusto", por uma atitude "odiosa" e pela "ferocidade" da guerra que travou contra a Igreja.

### Em espanhol
- Buchenau, Jürgen. Calles y el movimiento liberal en Nicaragua. Boletín 9. Mexico: Fideicomiso Archivos Plutarco ElíasCalles y Fernando Torreblanca 1992.
- Castro Martínez, Pedro. De la Buerta y Calles: Los límites politicos de la Amistad, Boletín 23. Mexico City: FAPEC 1996.

- Horn, James. "El embajador Sheffield contra el presidente Calles." Historia Mexicana 20, no. 2 (oct 1970): 265–84.
- José Valenzuela, Georgette E. La campaña presidencial de 1923–1924 en México, Mexico City: Instituto Nacional de Estudios Históricos de la Revolución Mexicana, 1998.
- José Valenzuela, Georgette E. El relevo del caudillo: De cómo y por qué Calles fue candidato presidencial. Mexico City: El Caballito 1982.
- José Valenzuela, Georgette E. "El viaje de Plutarco Elías Calles como president electo por Europa y Estados Unidos." Revista Mexicana de Sociología 57, no. 3 (1995): 191–210.
- Krauze, Enrique. Reformar desde el origen: Plutarco Elias Calles. Mexico City: Fondo de Cultura Económica 1987.
- Kubli, Luciano. Calles y su gobierno: Ensayo biográfico. Mexico City 1931.
- Loyo Camacho, Martha Beatriz. Plutarco Elias Calles desde su exilio. Boletín 45. Mexico City: Archivo Fideicomiso Plutarco Elias Calles y Fernando Torreblanca 2004.